# B. Gravelott
B. Gravelott (anagrammatisches Pseudonym von Albert Vogt; * 21. Februar 1922 in Köln-Mauenheim; † 17. Februar 1998 in Köln-Ossendorf) war ein deutscher Mundartautor und Verleger. Er verfasste Lyrik, Prosa, Hörspiele und Theaterstücke (u. a. für das Hänneschen-Theater) in Kölscher Sprache.

## Leben
Albert Vogt war der Sohn eines Eisenbahners. Er absolvierte eine kaufmännische Lehre. Im Zweiten Weltkrieg leistete er als Soldat Kriegsdienst und geriet in Kriegsgefangenschaft, aus der er floh. Ab 1946 war er bei der AOK in St. Goar beschäftigt, ab 1948 als Versicherungskaufmann. 1953 kehrte er nach Köln zurück. Vogt war verheiratet und hatte drei Kinder (zwei Töchter und einen Sohn). 
Vogt schrieb in Kölner Mundart und betrieb auch einen eigenen Verlag mit Mundartliteratur. In seinem Romanzyklus De kölsche Feschers Famillich zeichnete er die Geschichte der Domstadt aus dem Erleben „kleiner Leute“ nach.
Zahlreiche seiner Werke versah Vogt mit eigenen Linolschnitten.
Vogt starb 1998 vier Tage vor seinem 76. Geburtstag und wurde auf dem Kölner Westfriedhof beigesetzt.

## Werke
- De Chreßnaach en Kölle. E kölsch Kreppespell för große un kleine Lück. Greven, Köln 1967 (3. Auflage, 1979).
- Leever Jott, dä Gravelott!? Kölsche Parodie, Rümcher un Verzällcher. Albert Vogt Verlag, St. Goar/Köln 1976 (3. Auflage, 1979).
- Poppelappe, Lappepoppe. Kölsche Versteistemich för klein un jroße Lück. Albert Vogt Verlag, St. Goar/Köln 1977.
- Dä iwije Schängerei-Kalender. B. Gravelott hät et zosamme jekros. Albert Vogt Verlag, St. Goar/Köln 1981.
- Kölsche Kumpott vum Gravelott. Kölsche Parodie un Rümcher. Albert Vogt Verlag, St. Goar/Köln 1982.
- Dä Pötze Schäng hät jet an de Jäng! E Romänche us unserer Zick en dressig Kapitele zesammejerüümp. Albert Vogt Verlag, St. Goar/Köln 1983.
- E löstig kölsch Klieblatt. Kölsche Rümcher un Verzellcher von Lis Bohle, Hilde Fischer, Heinz Heger und B. Gravelott. Albert Vogt Verlag, St. Goar/Köln 1985.
- Kölsche Ränboge. Vum Tünnes bes zor Chreßnaach. Albert Vogt Verlag, Köln 1989.
- Mer mäht sich allt ens Jedanke. B. Gravelott Verlag, Köln 1992.

### De kölsche Feschers Famillich
- De kölsche Feschers Famillich. Dausend Johr en Kölle durch dä Brell belort. Vun de Ubier bis öm 950 eröm. Greven, Köln 1973.
- De Feschers em hellige Kölle. De zwette dausend Johr durch dä Brell belort un zesammespintiseet (vun 1000 eröm bis 1300). Albert Vogt Verlag, St. Goar/Köln 1977 (2. Auflage, 1981).
- De Feschers us de Follerstroß. De zwette dausend Johr durch dä Brell belort un zesammespintiseet (vun 1300 bis öm 1650 eröm). Albert Vogt Verlag, St. Goar/Köln 1980.
- Feschers, Franzuse, Preuße. De zwette dausend Johr durch der Petschbrell belort un zesammespintiseet (vun 1680 – 1900 eröm). Albert Vogt Verlag, Köln 1987.
- Dä Feschers Bätes. De Johre vun 1918–1933 un de letzte „dausend“ Johr durch der Petschbrell bekneis. Albert Vogt Verlag, St. Goar/Köln 1984.

## Auszeichnungen
- Magister Linguae et humoris coloniensis (1983)
- KölnLiteraturPreis (1991)
- Rheinlandtaler (1994)
- Severins-Bürgerpreis (1994)